# 林承輝
林承輝（英語：Lim Sing Hooi，1988年9月4日—）著名馬來西亞插畫家。以肖像插畫為主打，風格主要以水彩渲染技巧和粗放筆觸來表現，並融入油畫及混合媒介的元素，展現出豐富的層次感與獨特的藝術質感。曾受邀為國際藝⼈Daniel Powter，洪金寶，曾志偉，鮑起靜，鄭伊健，佘詩曼等⾹港藝⼈繪制肖像插畫。其中以成龍，鄧紫棋，BIGBANG及⼤⾺⽻毛球⼀哥拿督威拉李宗偉肖像畫作品較為廣為人知。

## 生平
林承輝出生於馬來西亞，早年就讀於吉隆坡尊孔獨立中學，是該校首屆美術與設計班的學生。高中畢業後，他進入立萬美術學院（The One Academy），主修插畫與漫畫。在學院學習期間，林承輝參與了多個藝術外包項目，包括平面設計、包裝設計及室內設計。
林承輝於2009年畢業後，加入本地一家動畫公司，擔任分鏡師及插畫師。2013年，他創立創藝工作室（The Creation Studio），主要為國際客戶製作桌面遊戲與商業插畫，其中參與的項目包括《The Walking Dead No Sanctuary》和《Ghostbusters: The Board Game II》。
2018年，林承輝成立了時藝工作室（Times Art Studio），進一步專注於遊戲設計與肖像藝術創作。他的作品融合了多種藝術風格，受到David Grove、Bob Peak、Drew Struzan等美國藝術家的影響。
林承輝在職業生涯中與多位藝人和文化機構合作，包括為音樂、電影及演出活動創作肖像畫及視覺設計作品。他的藝術實踐涵蓋多個領域，為提升馬來西亞藝術的多樣性貢獻了力量。他的創作風格強調寫實與情感表達，作品通常融合水彩和噴筆效果以及油畫與混合媒介元素。他的藝術創作受多種文化與風格影響，通過不斷探索形成了現在的表達方式。

## 榮譽
2020年7月8日，林承輝被BPH-British Publishing House列入《馬來西亞成功名人錄》（Britishpedia-Successful People in Malaysia）。
2023年9月21日，林承輝榮獲馬來西亞50大傑出總裁領袖大獎（Malaysia Top 50 Perfect Award 2023），同時被授予《馬來西亞50大傑出文化藝術大獎》，表彰他在文化藝術領域的貢獻與領導力。
2023年12月14日，林承輝的公司獲得了The Knights Award的“嶄新肖像插畫工作室”獎項。

## 軼事
- 林承輝曾透露，從錢嘉樂口中得知，曾志偉為宣傳電影《黃金兄弟》特地將原畫從香港帶至馬來西亞，並附上五位主演的親筆簽名，贈予他作為紀念。